# Caril de lulas

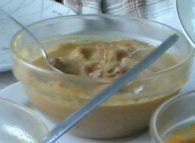
Caril de lulas.

Caril de lulas é um prato da culinária indo-portuguesa de Goa, Damão e Diu, outrora pertencentes ao Estado Português da Índia. Como o nome indica, trata-se de um prato de caril confeccionado com lulas.
Para além do molusco cortado às rodelas, os seus ingredientes incluem margarina, cebola, tomate, leite de coco, malagueta e pó de caril. É normalmente servido acompanhado com arroz branco, podendo também ser complementado com paparis.
Nos restaurantes goeses de Lisboa, é comum encontrar este prato.